# Natalia Ignatova
Natalia Leonidovna Ignatova (Russisch: Наталья Леонидовна Игнатова) (Oblast Kostroma, 28 december 1973) is een voormalige Russische sprintster, die zich had toegelegd op de 100 m. Haar grootste successen behaalde ze echter in estafetteverband. Ze maakte op verschillende internationale wedstrijden deel uit van het Russische estafetteteam op de 4 x 100 m estafette. Individueel nam ze deel aan verschillende grote internationale wedstrijden, maar werd altijd voor de finale uitgeschakeld.

## Loopbaan
Op de Olympische Spelen van 2000 in Sydney behaalde Ignatova als startloopster op de 4 x 100 m estafette met haar teamgenotes Marina Trandenkova, Irina Chabarova en Natalja Pomosjtsjnikova-Voronova een vijfde plaats in 43,02 s. Een jaar later werd ze met Irina Chabarova, Marina Kislova en Larisa Kroeglova zevende op de wereldkampioenschappen in Edmonton met een tijd van 43,58. 
Haar beste prestatie leverde ze op de Europese kampioenschappen van 2002 in München, waar ze met haar teamgenotes Joelia Tabakova, Irina Chabarova en Larisa Kroeglova een bronzen medaille won. Met een tijd van 43,11 eindigde ze achter de estafetteploegen uit Frankrijk (goud; 42,46) en Duitsland (zilver; 42,54).

## Titels
- Russisch kampioene 100 m - 2000
- Russisch indoorkampioene 60 m - 2000

## Persoonlijke records
Outdoor
| Onderdeel | Prestatie | Datum           | Plaats          |
| --------- | --------- | --------------- | --------------- |
| 50 m      | 6,23 s    | 7 januari 2001  | Jekaterinenburg |
| 60 m      | 7,08 s    | 16 januari 2001 | Moskou          |
| 200 m     | 23,62 s   | 20 januari 2001 | Moskou          |

Indoor
| Onderdeel | Prestatie | Datum        | Plaats |
| --------- | --------- | ------------ | ------ |
| 100 m     | 11,12 s   | 23 juli 2000 | Toela  |

## Palmares

### 4 x 100 m estafette
- 2000: 5e OS - 43,02 s
- 2001: 7e WK - 43,58 s
- 2002:  EK - 43,11 s